# Evangelische Kirche (Drabenderhöhe)

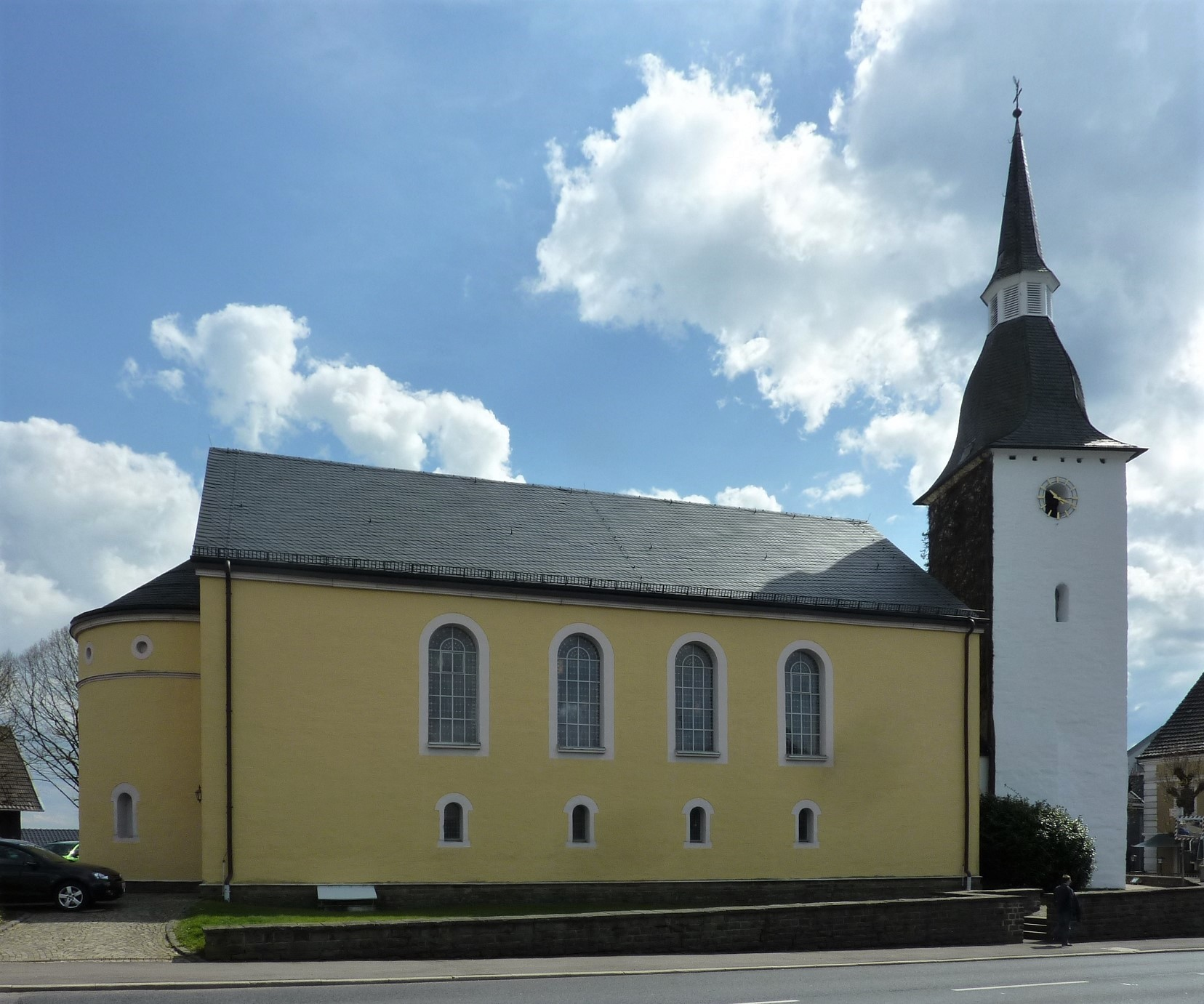
Die Evangelische Kirche in Drabenderhöhe

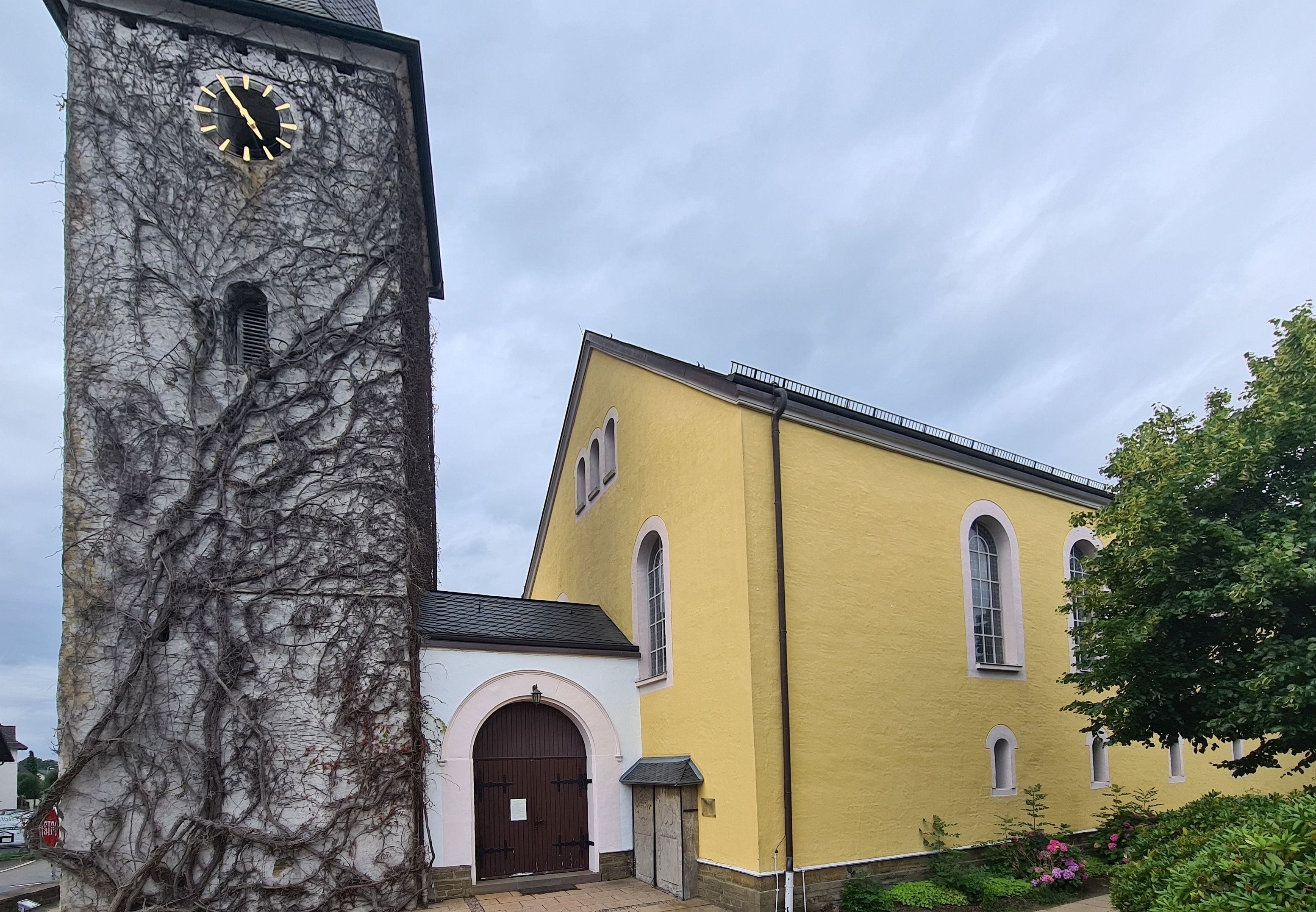
Der Haupteingang und der Kirchturm

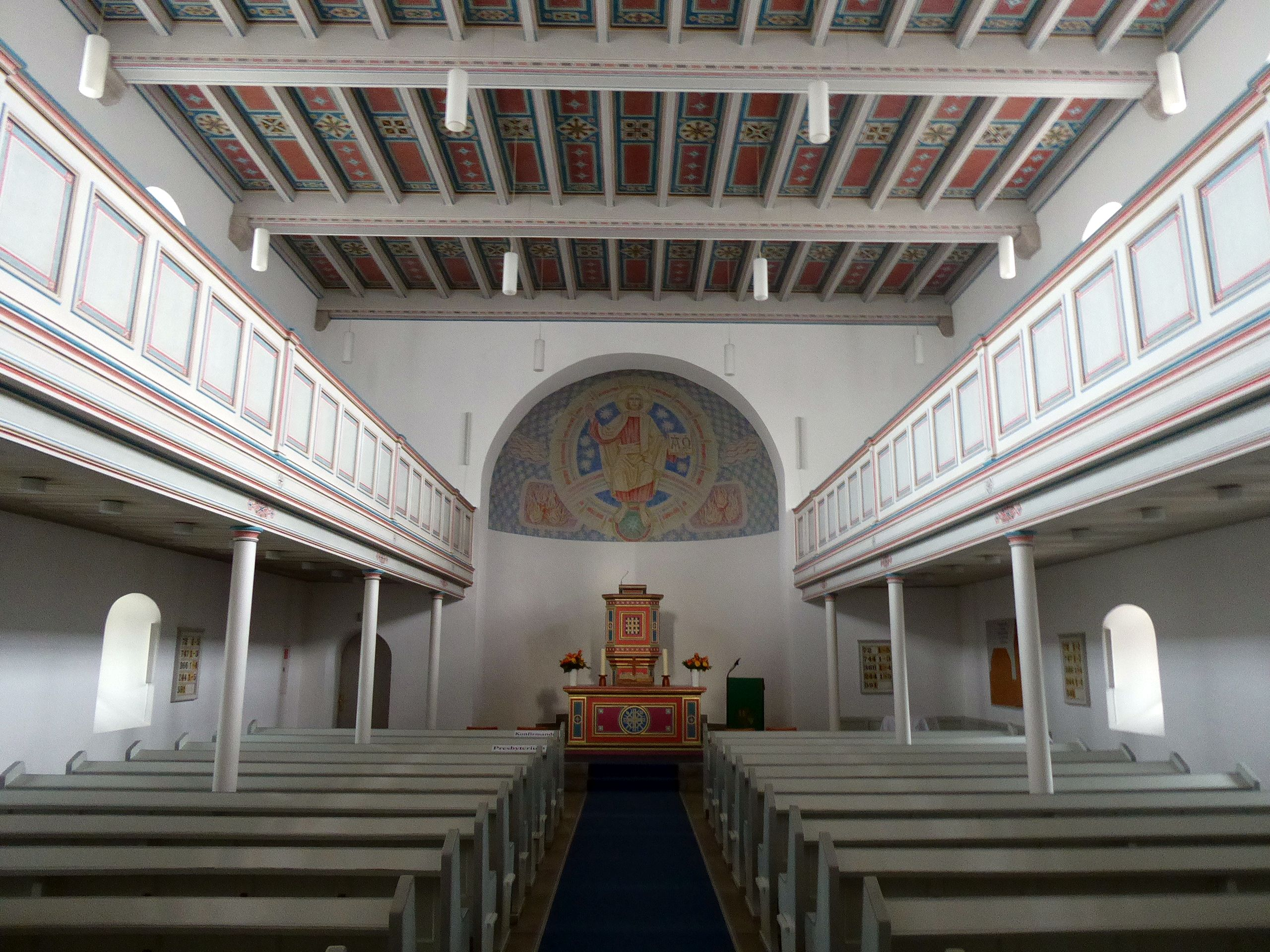
Inneres Richtung Altar

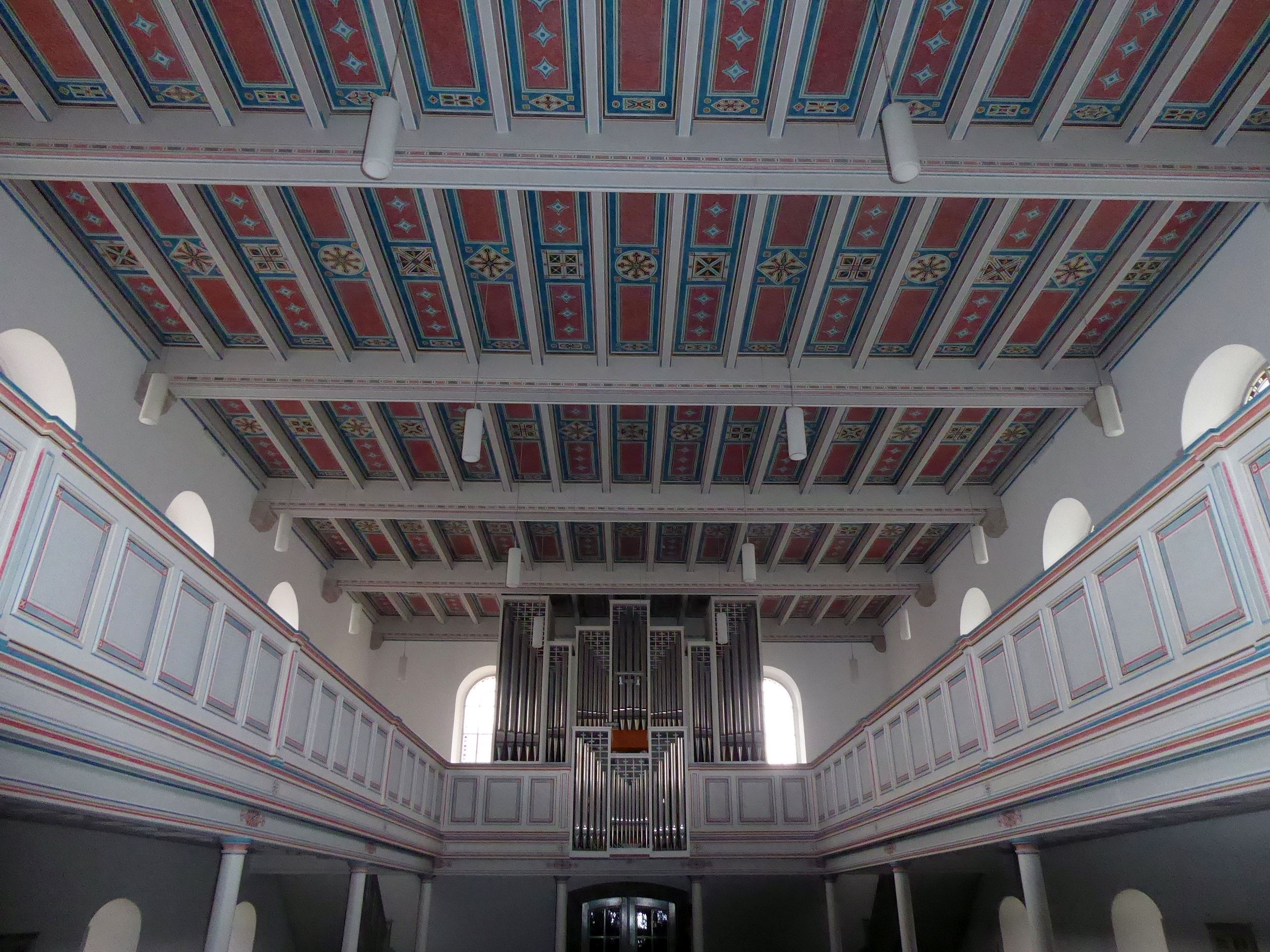
Blick zur Orgel

Die Evangelische Kirche ist ein Kirchengebäude der Evangelischen Kirche im Rheinland in Drabenderhöhe, einem Ortsteil von Wiehl in Nordrhein-Westfalen. Die Kirchengemeinde Drabenderhöhe gehört zum Kirchenkreis An der Agger in der Evangelischen Kirche im Rheinland.

## Geschichte
Vermutlich entstand die Kapelle zu Drabenderhöhe im 12. oder 13. Jahrhundert. Experten datieren den Turm auf diese Zeit, denn durch die typisch runden Fensterformen gehört dieser dem Baustil der Romanik an. Ob sie eine Filiale der Kirche zu Wiehl war, die bereits 1131 als Besitz des St. Cassius-Stift in Bonn erwähnt wurde, ist nicht belegbar, aber wahrscheinlich. Im Liber valoris von 1308, einem Steuerverzeichnis der Kölner Erzbischöfe wird die Kapelle nicht genannt, aber in homburgischen als auch bergischen Dokumenten des 16. Jhds. wird Drabenderhöhe, wie auch die umliegenden Höfe dem Kirchspiel Wiehl zugeordnet.
Die Kirche wurde das erste Mal am 9. August 1353 erwähnt, als Ritter Heinrich III. von Grafschaft, sein Sohn Adolf und seine Tochter Kunigunde den Zehnten auf seinen Sohn bzw. ihren Bruder Heinrich übertragen. Das Zehntrecht wurde dann innerhalb der Familie weitervererbt. Heinrich IV. von Grafschaft verstarb kinderlos und seine beiden Schwestern Kunigunde und Elisabeth erbten das Zehntrecht. Die beiden, sowie ihre Kinder, die Geschwister Heinrich und Konrad von Merode und Heinrich, Heidenreich, Adolf, Gerhard, Johann und Dietrich von Plettenberg verkauften den Zehnten am 21. Januar 1391 an den Herzog Wilhelm von Berg. Hierbei wurde erwähnt, dass die Kapelle im Lande Homburg lag. Durch diesen Verkauf ergab sich ein Streit zwischen den beiden Adelshäusern über die geografische Zugehörigkeit. Das Herzogtum Berg als auch Sayn-Wittgenstein beanspruchten das Kirchengebäude.
Dabei handelte es sich um einen Kapellenbau, der zur Mutterpfarre Wiehl gehörte. Der Kapellenbezirk umfasste die homburgische Honschaft Drabenderhöhe mit den Orten Dahl, Drabenderhöhe, Immen, Hahn, der Hähner Mühle, Hillerscheid, Jennecken und Niederhof. Auch Orte aus dem benachbarten bergischen Ämtern Steinbach und Windeck, so Anfang, Brächen, Büddelhagen, Obermiebach, Scheidt und Verr hielten sich zur Kapelle auf der Drabenderhöhe. Im 14. Jahrhundert wurde sie dem Johanniterorden in Marienhagen unterstellt und war Johannes dem Täufer geweiht.
Der Orden war mit dem Aufbau von kirchlichen Verwaltungsstrukturen beauftragt und hat vermutlich die Vikarstelle und damit auch den Pfarrhof eingerichtet. Dieser lag allerdings nicht im Ort Drabenderhöhe, sondern in Pfaffenscheid, der im bergischen Amt Windeck lag. Zu dieser Zeit wurde der Pfarrhof lediglich als Wiedenhof bezeichnet. In einer Generalvisitation des Ordens in Marienhagen wurde 1495 die Kapelle mit dem Weltgeistlichen Conradus erwähnt, der vermutlich schon in Pfaffenscheid wohnte. Bereits 1582 stellte allerdings nicht mehr der Orden den Vikar, sondern der Herzog von Berg. Wahrscheinlich ist der Grund in der Reformation zu sehen. Die Kapelle zu Drabenderhöhe besaß noch Anfang des 16. Jahrhunderts einen Pachthof in Niederhof. Dies geht aus einem Visitationsbericht des Drabenderhöher Pastors Jakob Sasse an die herzogliche Kommission aus dem Jahre 1582 hervor. Er berichtet: „früher sei die Kapelle im Besitze eines Hofes zu Niederhoven gewesen. Den habe ein Windecker Amtmann Nesselrath für 180 Gulden an sich genommen. Das dafür gezahlte Kapital bringe jetzt 9 Gulden ein, ebensoviel, wie ehemals der Pacht des Hofes betragen habe“.
Der Käufer muss Wilhelm von Nesselrode gewesen sein, der von 1514 bis zu seinem Tode 1540 Amtmann zu Windeck war. Aus dem Jahre 1540 liegt ein Bericht vor, dass der Komtur zu Marienhagen vom alten (katholischen) Glauben abgefallen war. Dies bestätigt der Visitationsbericht seines Nachfolgers Henrich von den Nespen im Jahre 1550. Er beklagt sich, dass sein Vorgänger eine Nichte gehabt habe, die er ausgestattet und mit einem Hof versehen habe, und nun komme deren Mann und wolle aber diese Güter rechtlich als seine eigenen beanspruchen und sie dem Herrn, entgegen einem getroffenen Vergleich, weiterhin vor, den der selige Nesselrodt ausgehandelt hatte. Der Bericht schließt mit der Bemerkung, der Komtur lebe im Konkubinat und habe Kinder. Bei diesem Hof könnte es sich um den von Nesselrode vor 1540 gekauften Pachthof in Niederhof gehandelt haben.
Neben dem Pachthof in Niederhof umfasste der Besitz der Kapelle auch einen Anteil an der Hähner Mühle. Pastor Jakob Sasse berichtet an die bergische herzogliche Kommission 1582, dass zur Kapelle früher auch die halbe Mahlmühle „In der Hoen“ gehörte, aber von dem zweiten Vorgänger des damaligen Komturs zu Marienhagen an den windeckschen Rentmeister Pampus verkauft worden war.
Dies bestätigt die urkundliche Erstnennung der Hähner Mühle im Homburgischen Mühlenverzeichnis von 1576. Dort heißt es: „Mühle den Hanen bei Jynnicken, Bergischen angeherigen zustendigh“. Bei dem Bergischen Angehörigen scheint es sich wohl um Henne Pampus gehandelt zu haben, einem adeligen bergischen Dienstmann, der ungefähr von 1480 bis 1554 gelebt hat. Henne Pampus hatte zwischen 1518 und 1550 im bergischen Amt Windeck das Rentmeisteramt inne.
Zwischen 1555 und 1563 erfolgte unter dem lutherischen Pfarrer Jakob Neuleben die Einführung der Reformation und wurde mit dem Siegburger Vergleich von 1604 eine eigenständige, ab 1605 reformierte Kirchengemeinde. Die alten Rechte des Johanniter-Ordens wurden seither nicht mehr anerkannt. Die mittelalterlichen Wandmalereien wurden 1613 übertüncht und die Seitenaltäre entfernt. Nach einem Brand im Jahre 1696 blieb nur der gotische Chor sowie der Turm erhalten. Durch den Kirchenbrand wurden 1698 die links der Wiehl gelegenen Weiershagenener Weiershagen Höfe, mit Ausnahme des Hofes und der Schule Reuschenbach, Bergerhof, Kleebornen, In den Weiden, Zur Hardt und Zur Mühlen, sowie Forst zugeordnet. Beim Wiederaufbau 1697 wurde der Turm um ein Geschoss erhöht und erhielt seinen heutigen barocken Helm. An den Turm schloss ein einfach gotisierendes Langhaus mit Strebepfeilern an. Das Langhaus zeigte einen zweifenstrigen Bau mit quergerichteten Satteldach und großer, steiler barocker Haube über dem gotischen Chor. Die Kirche hatte eine ähnliche Bauweise, wie die der heutigen in Marienberghausen. Wegen Baufälligkeit wurde das Langhaus 1846 als klassizistischen Neubau mit Halbkreisapsis unter Beibehaltung des Turmes durch einen Normalentwurf Friedrich August Stülers ersetzt und 1847 fertiggestellt. 1878 wurde im Innenraum des Kirchenschiffs eine Sakristei, sowie eine neue Orgel eingebaut. Unter Pastor Karl Spandau wurde der Innenraum der Kirche 1910 nochmals neu gestaltet. Die eingebaute Sakristei verschwand, die Emporen, die bis zum Chor reichten, wurden verkürzt und die Apsis mit einer Holzwand abgetrennt. Die im Kirchenschiff stehenden Öfen verschwanden und es wurde eine Luftheizung eingebaut. Aus Platzmangel verschwand der 1846/47 entstandene Taufstein in der nun in der Apsis gelegenen Sakristei.
Die beiden Schlusssteine aus dem Gewölbe der 1846 abgebrochenen Kirche wurden 1945 nach Forst verbracht und dort in einem Privathaus an der Straße auf Steinsockeln vermauert. In den 1980er Jahren wurden die beiden Steine auf Schloss Homburg eingelagert. Mit Eröffnung der Heimatstube Drabenderhöhe-Siebenbürgen im Jahre 1989 wurden die beiden Steine als Ausstellungsstück nach Drabenderhöhe rückgeführt.
Die Schlusssteine zeigen zum einen das Allianzwappen des Grafen Wilhelm Friedrich zu Sayn-Wittgenstein-Homburg (1649 bis 1698) und seiner Gemahlin Maria Magdalena (1641 bis 1701) und ist aus Lindlarer Sandstein gehauen. Der Durchmesser beträgt 52,5 cm. Zu Seiten des Wappens befindet sich die Jahreszahl 1697, am Rand die Umschrift WILH FRID GZSVWHZHVVN MARIA MAGD GZSVWGGZSVWGZHVN L VCL (Wilhelm Friedrich Graf zu Sayn und Wittgenstein, Herr zu Homburg, Vallendar und Neumagen, Maria Magdalena Gräfin zu Sayn und Wittgenstein, geborene Gräfin zu Sayn und Wittgenstein, Gräfin zu Hohenstein und..), zum anderen das Wappen des Grafen Carl Friedrich zu Sayn-Wittgenstein-Homburg (1698 bis 1723), ebenfalls aus Lindlarer Sandstein, im Durchmesser 38 cm. Am Rand befindet sich die Umschrift CARL FRIEDERIC GZSVWHZHVVN (Carl Friedrich Graf zu Sayn und Wittgenstein, Herr zu Homburg und Vallendar und Neumagen).
Im Jahre 1833 vereinigten sich die reformierten fünf homburgischen Kirchengemeinden mit den lutherischen aus den Kreisen Gummersbach und Waldbröl zur Aggersynode. Damit wurde Drabenderhöhe zu einer unierten Gemeinde. Da es sich um eine Verwaltungsunion handelte, behielt die Gemeinde den Bekenntnisstand einer reformierten Kirche. Erkennbar ist dies an der Verwendung des Heidelberger Katechismus.
Im Jahre 1784 trat Johann Wilhelm Schöler das Pastorenamt in Drabenderhöhe an. Er war mit dem Domizil in Pfaffenscheid nicht zufrieden, da es sehr baufällig war. Er stellte einen Antrag auf Neubau eines Pfarrhauses im Dorf. Der Antrag wurde vom Landesvorstand, ohne dessen Einwilligung keine Gemeindemittel verwendet werden durften, abgelehnt. Für einige hundert Reichstaler wurde das Haus nochmals instand gesetzt. Aber laut Kirchenchronik blieb Pfaffenscheid immer noch in einem schlechten Zustand. Daraufhin baute Pfarrer Schöler, der im Dorf noch eigene Güter besaß, 1790 ein eigenes Haus, das jetzige Pastorat. Da der Wiedenhof nicht mehr als Pfarrsitz genutzt wurde, entstand auch der heutige Name Pfaffenscheid. Pfaffenscheid wurde von 1790 bis zum Verkauf 1867 verpachtet. Der Pfarrhof im Dorf Drabenderhöhe wurde von der Kirchengemeinde 1860 von der Familie Schöler gekauft.
Im Zweiten Weltkrieg brannten der Saalbau und der Turm während des amerikanischen Angriffes am 21. März 1945 aus. Die Wiederherstellung und Einweihung des Saales erfolgte 1949, die Errichtung des Turmhelmes in alter Form wurde 1953 fertiggestellt. 1958 wurden auch die rechts der Wiehl liegenden Weiershagenener Höfe, Ohl, Zur Ley und Steeg, sowie Reuschenbach der Kirchengemeinde Drabenderhöhe angegliedert. Durch den Zuzug von Flüchtlingen nach dem Zweiten Weltkrieg gehörten seit 1954 auch die evangelischen Einwohner der sonst zur katholischen Gemeinde Much zugeordneten Orte Höllerhof, Hündekausen, Oberbusch, Oberdorf, Leuscherath, Niederbech, Niedermiebach und Wellerscheid zur Kirchengemeinde. Im Jahre 2003 hatte die Gemeinde 4381 eingetragene evangelische Mitglieder, 2007 waren es noch 4227. Seit dem 1. Januar 2014 besteht eine pfarramtliche Verbindung zwischen den Evangelischen Kirchengemeinden Drabenderhöhe und Marienberghausen. Dies wurde notwendig, weil die Zahl der Kirchengemeindemitglieder sank.

## Kirchenbau
Der noch heute erhaltene fünfgeschossige romanische Westturm ist aus der Apsis gedreht und durch einen kleinen Verbindungsbau an das Langhaus angeschlossen. Der schmucklose Turm mit achtseitiger, geschweiften Haube mit geschlossener Laterne besteht aus geschlämmten, lagerhaften Bruchsteinmauerwerk mit ehemaliger westlicher Rundbogentür (heute zu einem Fenster rückgebaut) und einfachen rundbogigen Schallöffnungen im vierten und 1697 aufgesetztem fünften Geschoss. Auf der Nordseite befindet sich eine durch ein Gesimsband abgesetzte Mauerverstärkung in halber Wandbreite bis in Höhe des zweiten Geschosses.
Der aus verputzten Hausteinquadern errichtete klassizistische Saalbau ist durch eine kleine Vorhalle mit dem Turm verbunden und mit zwei rundbogigen Fensterreihen in vier Achsen für Emporeneinbauten angelegt. An der östlichen Giebelwand ist eine halbkreisförmige Apis mit drei jetzt blinden Fensternischen eingezogen.
Die noch 1900 existierende 2,30 m breite Eingangshalle des Turmes war von einer jetzt nicht mehr vorhandenen schmalen Tonne überwölbt. Der rundbogige Zugang zu den oberen Geschossen liegt darüber in der Ostwand des Turmes und war ehemals vom Kirchenschiff aus erreichbar, heute über eine moderne Holztreppe in der Vorhalle. Im flachgedeckten Saal findet sich eine Westempore, an den Seitenwänden zwischen den Fensterreihen ein Mauerrücksprung als Auflager für die wieder in den 1970er Jahren eingefügten Seitenemporen. Die früher als Sakristei abgetrennte Apsis ist jetzt geöffnet. Die heutige Gestaltung des Kircheninneren oblag dem Kunst- und Kirchmaler Walter Putfarken aus Düsseldorf unter der Leitung des Landeskonservators Dr. Borchers. Man richtete sich dabei nach Fotoaufnahmen, die das Kircheninnere vor ihrer Zerstörung zeigten. Die Renovierung begann 1974 und wurde 1978 abgeschlossen. Im oberen Teil der Apsis befindet sich die große monumentale Wandmalerei „Christus als Weltenrichter“, darunter der von Kunstschreiner Helmut Penz gestaltete Altar und die ebenfalls von ihm gestaltete Kanzel. Die Decke der Kirche ist das beherrschende Thema, dem sich alle Ausmalungen und Gestaltungen unterzuordnen haben. Die Balkendecke begünstigt eine strenge Ornamentierung und geometrische Aufteilung der malerischen Gestaltung. Die vorherrschenden Farben der Kirche sind das Weiß der Wände, das helle Blaugrau des Kirchengestühls und der Emporen, sowie das leuchtende Rot und Blau der üppigen Deckenmalerei. Altar und Kanzel werden durch ein glänzendes Gold hervorgehoben. Die Kirche ist ein Denkmal seit 1982.

## Orgel
Die Orgel wurde 1977 von der Firma Dahlbüdding, die 1982 erlosch, erbaut und von Georg Hesener intoniert. Sie besitzt zwei freie Setzer sowie eine feste Kombination für „Organo Pleno“. Der Manualumfang beträgt: C-g''' und der Pedalumfang C-f'. Die Registertraktur ist rein elektrisch, die Tontraktur mechanisch. Die Orgel verwendet Schleifladen und der Winddruck des Hauptwerks und des Pedalwerks beträgt 65 mm WS und der des Rückpositivs 55 mm WS.
Die Orgel ist auf der Empore über dem Eingang der Kirche positioniert und der Prospekt ist zum Altar gerichtet. Der Spieltisch befindet sich unmittelbar hinter dem Rückpositiv, welches auf höhe der Empore in den Saal montiert wurde. Das Prospekt besteht aus Zinnpfeifen und das Gehäuse wurde vom Künstler der Gemeinde angemalt.
Den Vorgänger bildete eine Orgel des Orgelbauers Paul Faust. Einige Register der alten Orgel wurden 1977 in der neuen Orgel übernommen (siehe Disposition).

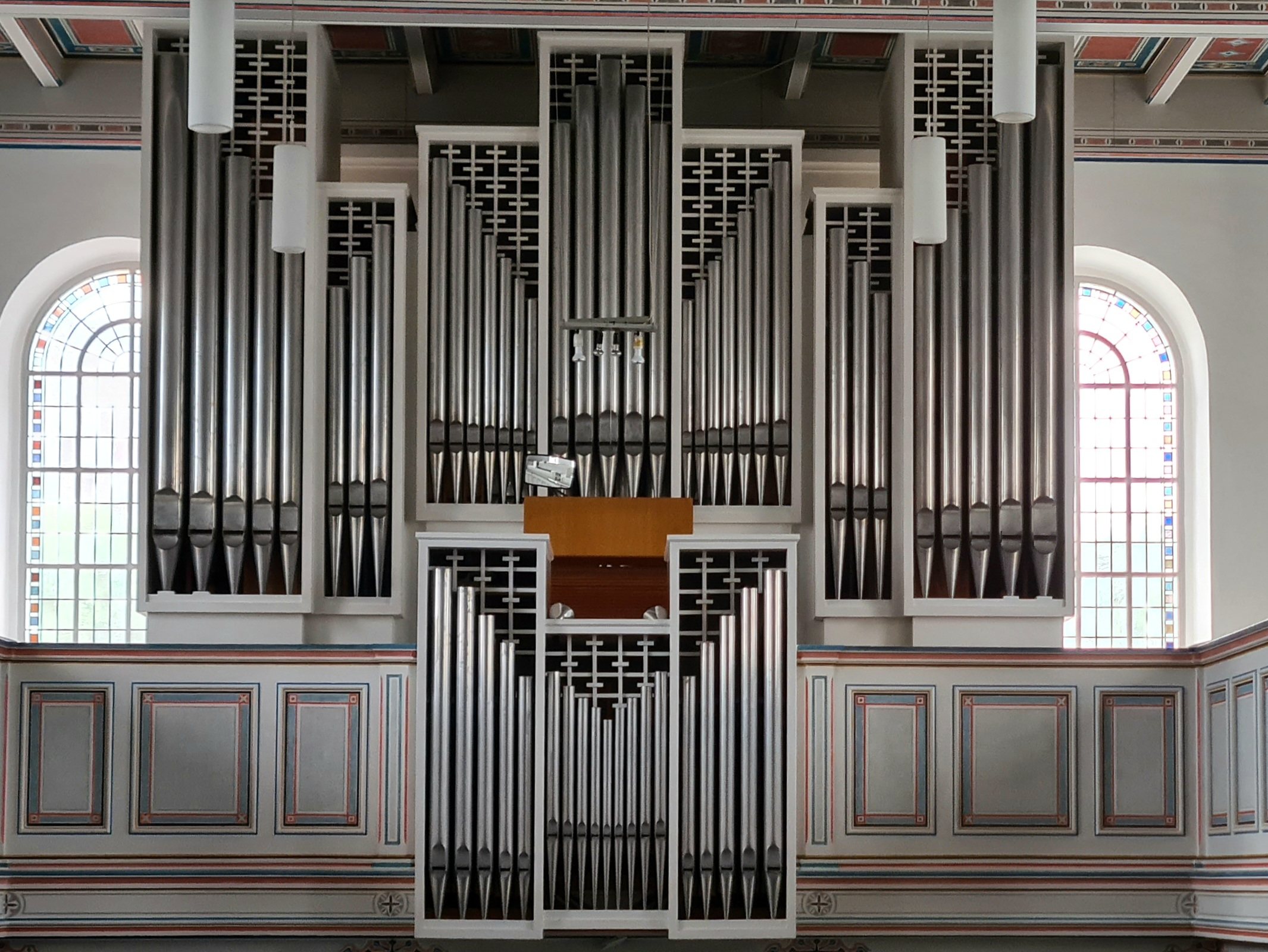
Orgelprospekt mit Rückpositiv

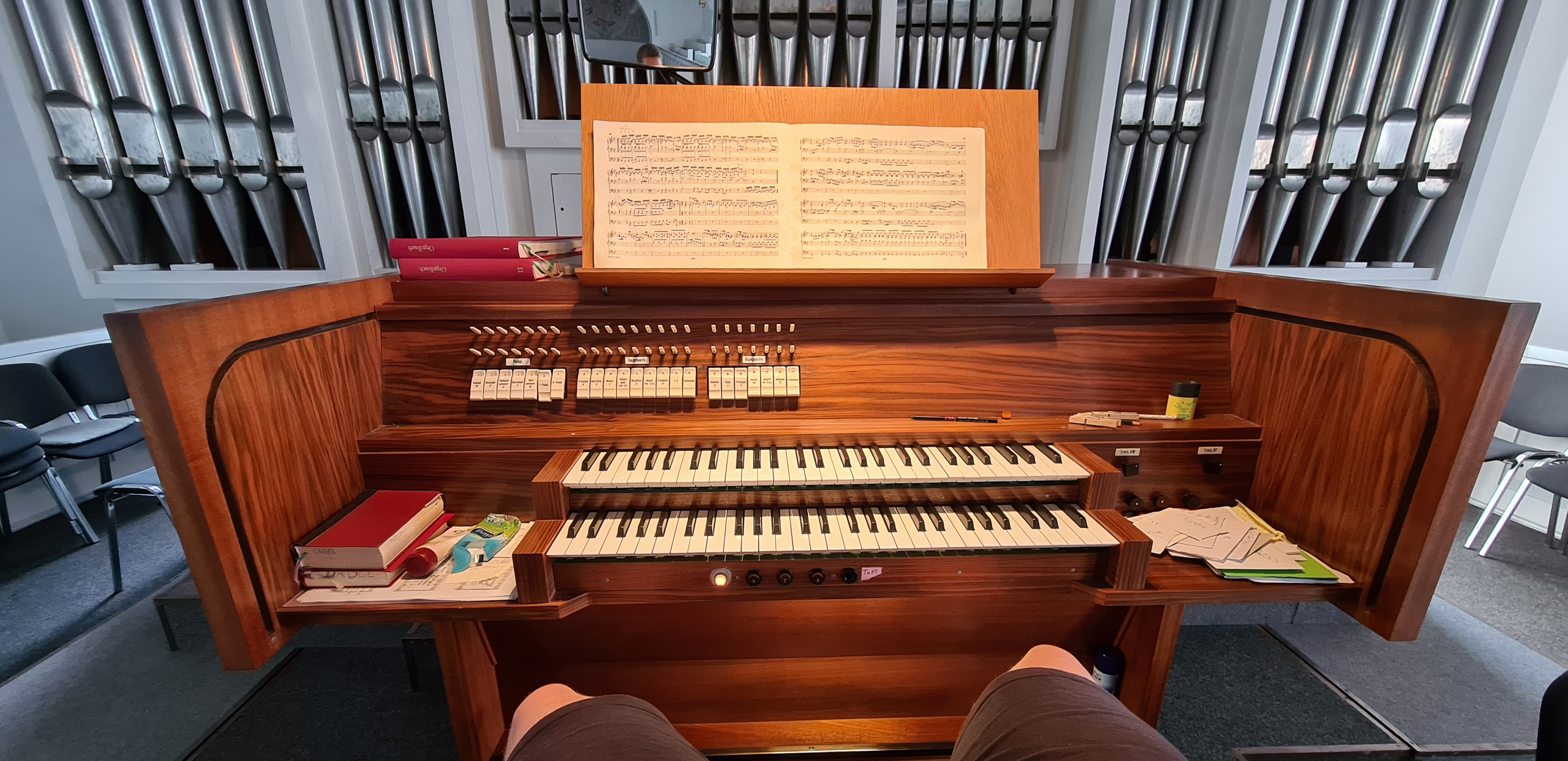
Der Spieltisch der Orgel

### Disposition

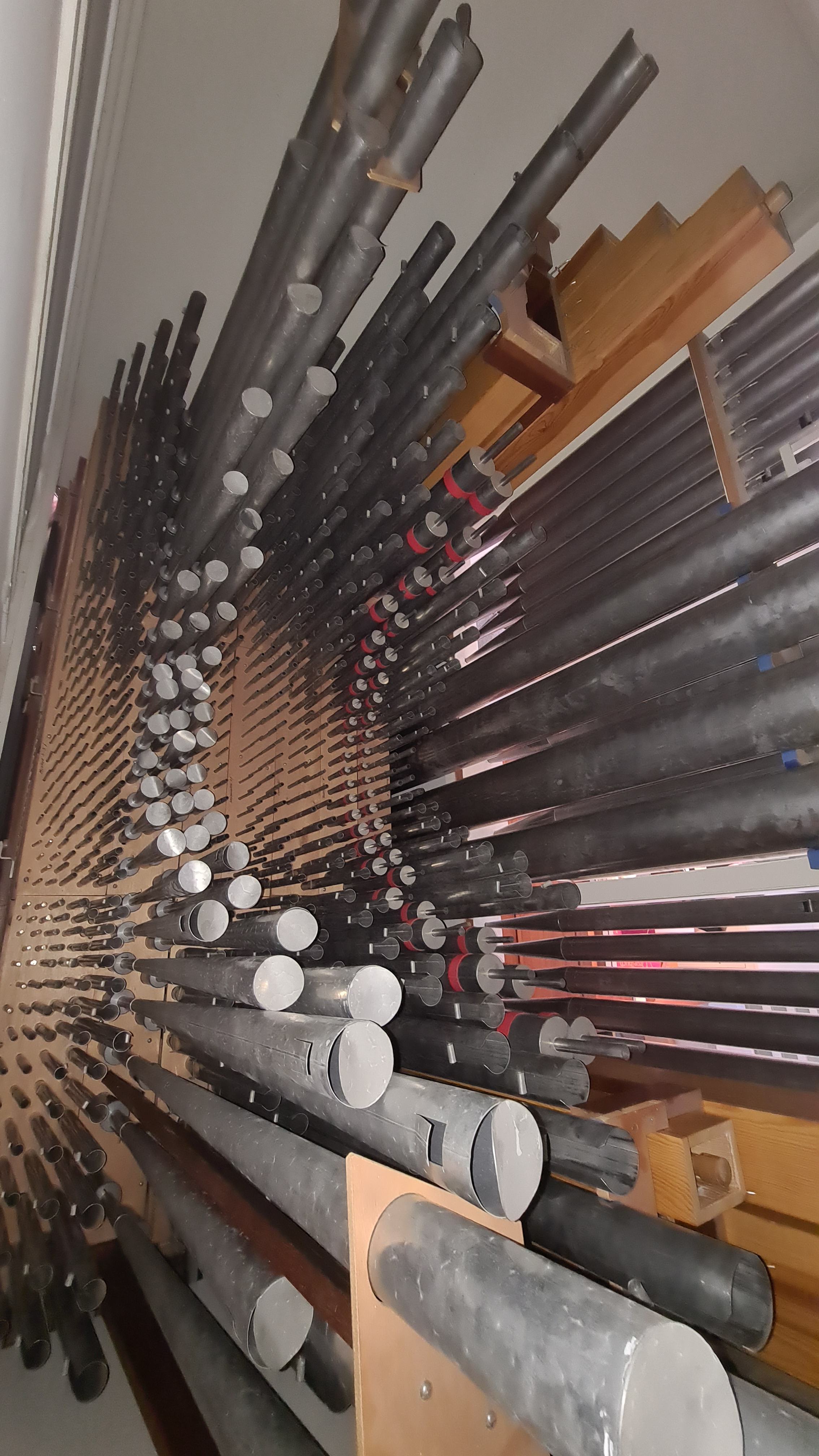
Das Hauptwerk von innen

| I Rückpositiv C–g''' |               |       |
| 1.                   | Gedeckt       | 8′    |
| 2.                   | Flöte         | 4′    |
| 3.                   | Principal     | 2′    |
| 4.                   | Quinte        | 1 ⁄3′ |
| 5.                   | Scharff 3-4f. | 2⁄3′  |
| 6.                   | Dulciana      | 8′    |
|                      | Tremulant     |       |

| II Hauptwerk C–g''' |                 |                |
| 7.                  | Prinpical       | 8′             |
| 8.                  | Rohrflöte       | 8′             |
| 9.                  | Oktave          | 4'             |
| 10.                 | Sesquialter 2f. | 2 ⁄3' + 1 3⁄5' |
| 11.                 | Waldflöte       | 2′             |
| 12.                 | Mixtur 4-5f.    | 1 ⁄3′          |
| 13.                 | Trompete        | 8′             |
|                     | Tremulant       |                |

| Pedal C–f' |               |     |
| 14.        | Subbass       | 16′ |
| 15.        | Oktavbass     | 8′  |
| 16.        | Gedacktpommer | 8′  |
| 17.        | Choralbass    | 4′  |
| 18.        | Holzposaune   | 16′ |

#### Koppeln
- I -> II
- I-> Ped.
- II -> Ped

#### Setzer
- HR (Handregister)
- A + B (frei)
- Nullregister
- Organo Pleno (Tutti)

## Glocken
Bis in die Mitte des 19. Jahrhunderts gab es zwei Glocken im Kirchturm. Die kleine Glocke von 1509 hatte die in Textura verfasste Aufschrift „Maria heischen ich, all bois weder verdrieven ich. Johann van Andernach gois mich. Anno MCVIX'“. Die Textura gehört zu den im Mittelalter entwickelten gotischen Schriften, die auch das spätmittelalterliche Schriftwesen prägte. Zu dieser Zeit war die Kirche noch eine Kapelle und Filiale der Johanniterkomturei Marienhagen.
Die größere Glocke wurde laut der Kirchenchronik von einem Claudius aus Bonn gegossen und zierte den Namen des damaligen reformierten Pastors Christian Klee, der von 1628 bis zu seinem Tode 1668 in Drabenderhöhe wirkte. Ein bekannter Glockengießer zu dieser Zeit war Claudius Lamiral aus Bonn, der im Kölner, Bonner und Aachener Raum zahlreiche Glocken in der Zeit von 1634 bis 1667 anfertigte. In dieser Zeit muss auch die Drabenderhöher Glocke gegossen worden sein. Im Jahre 1824 wurde sie durch einen Riß unbrauchbar und umgegossen. Sie hatte folgende Inschrift: „Gegossen zu Gummersbach im Jahre 1824 durch Johann Rincker und Söhne – von Leun und Hof – Sim. Da, W. Moeller, Bürgermeister, J. W. Schoeler, Pfarrer und J. H. Dreibholz, Kirchmeister waren.“
Die aus dem Jahre 1824 stammende größere Glocke war 1855 gesprungen. Der entstandene Riß vergrößerte sich im folgenden Jahr, so dass sich die Gemeinde entschloss, drei Gussstahlglocken aus der Gussstahlfabrik des Bochumer Vereins anzuschaffen. Die kleinere und ältere Glocke war ebenfalls nicht mehr brauchbar, weil die Bügel der Krone abgeschliffen waren, obwohl laut der Kirchenchronik „ihr Ton noch immer von ausgezeichneter Güte und Schönheit war“. Über den Verbleib der kleinen Glocke berichtet die Pfarrchronik leider nichts, doch hatte sie 348 Jahre ihren Dienst getan.
Am 8. Februar 1857 läuteten die alten Glocken zum letzten Mal. Die neuen Glocken riefen am 1. März 1857 zum ersten Mal zum Gottesdienst. Die Kirchenchronik berichtet weiter: „Dieselben wiegen, die größte mit der Inschrift „Kommet, denn es ist alles bereit!“ 2090 Pfund, die zweite 985 Pfund, die kleinste 654 Pfund. Sie haben die Töne E, Gis, H und kosteten mit Achsen, Zapfen, Lager, Klöppel, Schwengel samt und sonders 871 Thaler, 24 Silbergroschen. Um sie aufhängen zu können, wurde unter dem alten Glockenstuhl, der die früheren beiden getragen, ein neuer Glockenstuhl angebracht. Auch wurden in diesem Jahr sämtliche Turmschallöcher mit Jalousien versehen und der Turm von außen mit Zement verputzt. Zum Anbringen der Glocken wurde der Gemeinde ein Kapital geschenkt von 50 Thalern unter der Bedingung, daß von den Zinsen derselben jedem Brautpaar der Gemeinde bei der Trauung ein Exemplar der Heiligen Schrift überreicht werde, zum Zeugnis, daß auf den von diesem Wort zeugt, jedes christliche Hauswesen auferbaut werden soll.“
Über das Schicksal der drei Glocken im Ersten Weltkrieg liegen keine Informationen vor. Vermutlich blieben sich vor der Einschmelzung verschont, da sie nicht aus Bronze hergestellt wurden und Glocken, die aus der Zeit vor 1860 stammten nicht abtransportiert wurden.
Unter Pfarrer Friedrich Liederwald (12. Juli 1925 bis 13. Oktober 1930) wurden 1928 neue Glocken angeschafft und erhielten unter Pastor Adolf Müller (30. November 1930 bis 10. Mai 1953) in den 1930er Jahren Vorrichtungen, um sie leichter läuten zu können. Sie wurden von der Firma Rincker aus Sinn in Hessen konstruiert und von der Firma Bruderus aus Wetzlar im Jahre 1920 gegossen. Die Kirchenglocken wurden von der evangelischen Gemeinde in Köln-Deutz erworben, da dort neue Bronzeglocken angefertigt wurden.
Die alten Glocken wurden verschenkt. Die große Glocke erhielt der Glockenturm auf dem Friedhof in Weiershagen, der mit dem Ehrenmal am 18. November 1936 eingeweiht wurde. Dort läutet sie auch heute noch bei Trauerfeierlichkeiten. Die mittlere Glocke wurde für den Friedhof in Bladersbach abgegeben und die dritte wurde an die landwirtschaftliche Schule in Vollmerhausen verschenkt.
Im Zweiten Weltkrieg wurden Stahlglocken nicht zum Einschmelzen eingezogen, um diese für die Rüstungsindustrie zu verwenden. Doch zerstörte der verheerende Angriff am 21. März 1945 das Kirchenschiff, sowie den Turmhelm. Die Glocken stürzten dabei aus dem Turm, blieben aber unbeschädigt.
Im Februar 1947 wurde eine Glocke zunächst provisorisch aufgehängt. Die Wiedereinweihung der Kirche erfolgte am 22. Dezember 1949 durch den Superintendenten Fach. An Weihnachten 1950 befanden sich dann alle drei Glocken wieder im Turm. Den Glockenstuhl zimmerte Meister Dreibholz, die Montage führte die Firma Rincker durch. Erst drei Jahre später wurde der Turmhelm fertiggestellt, dessen Richtfest am 1. Mai mit einem Gottesdienst gefeiert wurde.
Die drei Glocken aus dem Jahre 1920, die sich jetzt im Turm befinden haben die Töne E, G und A. Zwei von ihnen haben Inschriften. Auf der größeren Glocke heißt es: „Ein feste Burg ist unser Gott“. Die mittlere Glocke ziert die Aufschrift: „Erhalt uns Herr, bei Deinem Wort“. Die kleine Glocke besitzt keinen Schriftzug.
Wann eine Glocke geläutet wird, hängt vom Anlass ab. Alle drei Glocken läuten bei Gottesdiensten und Trauungen. Bei Trauerfeiern kommen die große und die mittlere Glocke zum Einsatz. Sollte man die große Glocke werktags um 9.00 Uhr hören, dann wird ein Sterbefall in der Kirchengemeinde angezeigt. Während des Gottesdienstes erklingt dann beim Gebet des „Vater Unsers“ die mittlere Glocke.

## Grabplatten
Zwei Grabplatten aus dem 18. Jahrhundert sind zu den Seiten des Eingangs in die Mauer eingelassen. Sie gehörten zu Gräbern der Eheleute Jakobus Wülfing und Anna Gertrud von Recklinghausen, die 1697 großzügig zum Wiederaufbau der Kirche 100 Reichsthaler spendeten.
Wülfing war Kaufmann, Großhändler und Pächter der Leuscherather Mühle, lebte in Unterkaltenbach. Die Leuscherather Mühle kaufte er 1694. Laut einem Eintrag im Drabenderhöher Kirchenbuch ist er erschlagen worden. Die Familie von Recklinghausen stammte ursprünglich aus Eschweiler. Der Vater von Anna Gertrud zog ins Oberbergische, war Bergvogt, vermutlich in Kaltenbach und lebte in Braunswerth, einem früheren Ortsteil von Engelskirchen. Nach Abriss des alten Hammerwerkes, welches sich dort befand, entstand das Fabrikgelände Ermen und Engels. Anna Gertrud wurde auf dem Chor vor dem Tisch beerdigt.
Die Grabplatten mit den Maßen 204 cm × 109 cm sind aus Kalkstein, wurden 1706 (Wüfling), bzw. 1704 (von Recklinghausen) hergestellt. Zwischen beiden Platten gibt es nur geringe Unterschiede in der Form. Im oberen Teil befinden sich die Wappen der beiden Familien im unteren Teil die von Rankenwerk mit Sanduhr und Totenschädel umgebenen Schriftfelder. Die heute noch kaum leserlichen Inschriften in lateinischer Sprache lauten:
Grabplatte 1: „Welche Frau ruht an dieser Stelle? Ist es eine einflußreiche Frau von Stande? Sie ist als Kind vom Elternstamm von Recklinghausen geboren worden. Wer war der Gatte? Jener allbekannte Großhandelsmann Peter Jakob Wülfing, schon betrübt, da er verwitwet ist. Wen pflegte sie als Jungfrau? Den Vater. Was im vorgeschrittenen Alter? Die Tugend, den Glauben, die Gerechtigkeit, zumal aber sie Gott verehrte. An welcher Krankheit starb sie? War es durch die Geburt, oder war es gleichsam aus Herzeleid? Sie war erfüllt von unerschütterlicher Hoffnung und unerschütterlichem Vertrauen. So war ihr weltliches Leben; wie wird das andere sein? Von wo steht sie auf, wann wird sie sich aus dem Grabe erheben? Wenn die Posaune Gottes erschallt. Anna Gertrud von Recklinghausen, geb. 21.9.1662 – gest. 3.3.1704“
Grabplatte 2: „Die Angehörigen des sehr vornehmen und ehrenvollen Mannes, des sehr weisen Herrn Jakob Wülfing in Leuscherath, eines Großhändlers von sehr gutem Ruf: Ich mußte sterben, auch wenn die Frömmigkeit, die Liebe, die Tugend und der Glaube es verbieten würden. Er wäre niemals gestorben, da er der Tempel der Frömmigkeit und die Kapelle des Glaubens war. Aber dennoch hat der Tod Wülfing nach göttlichem Gesetz getötet und an die Seite seiner Frau geworfen. Von dem Todestage an werden die Anverwandten, der Schwiegervater, die geborenen Töchter und der Sohn betrübt sein. Wehe, der Tod bedrängt uns! Von da ab aber ist ein ernsthafter Grund neuer Trauer ins Haus hineingetragen worden. Wozu beweine ich laut die Gewalt des Todes? Es geziemt sich den Willen Gottes mit höchstem Lobe anzuerkennen. Wülfing ist nicht gestorben, sondern er steht als Glückseliger in der göttlichen Freude, und es geschieht nicht, daß er sterben wird. Geboren 1662 – gestorben 1706“
Eine dritte Platte ist aus Sandstein und befindet sich in der Kirche und hat die Maße 74 cm × 57 cm und wurde ebenfalls im 18. Jhd. gefertigt. Sichtbar ist nur die Rückseite, die in einer Wand in der Eingangshalle der Kirche eingelassen ist. Die Inschrift lautet: „HOS CC 6. Kompt wir wollen wider zum Herren dan er hatt uns zerissen er wirt uns auch heillen.“

## Grenzstein
Der aus Drachenfelstrachyd gefertigte Grenzstein stammt aus dem Jahre 1604 und hat die Maße 53 cm × 29 cm × 17 cm. Die Vorderseite trägt den bergischem Löwen und die Rückseite das wittgensteinischen Wappen mit der Zahl I. Der Stein gehört zu den 24 Grenzsteinen, die zur Abgrenzung der Herrschaft Homburg nach dem Siegburger Vergleich gesetzt wurden. Bei dem Grenzstein handelt es sich um eine Kopie. Am 27. Juni 1995 wurde im Beisein des damaligen Landrates Herbert Heidmann ein Abguss aufgestellt. Das Original wurde nach Schloss Homburg überführt und ist ein Denkmal seit 1982.
Mit dem Siegburger Vergleich wurde Drabenderhöhe endgültig zum Grenzort zwischen dem Herzogtum Berg und der Reichsgrafschaft Homburg. Das Herzogtum Berg war verwaltungstechnisch in Ämter unterteilt. Dies führte dazu, dass die Drabenderhöher Ortsteile Scheidt im Amt Windeck, sowie Anfang im Amt Steinbach lagen. Mit dem Reichsdeputationsausschuss in Regensburg 1806 wurden die alten Verwaltungseinheiten aufgelöst und dem Herzogtum Berg angeschlossen. Es entstanden die Kreise Uckerath/später Siegkreis (Gemeinde Much), Wipperfürth (Gemeinde Engelskirchen) und Homburg/später Gummersbach (Gemeinde Drabenderhöhe). Die Grenze wurde erst im Jahre 1932 auf Drängen der Bewohner von Scheidt zugunsten der Gemeinde Drabenderhöhe um den Ort verlegt.
1952 erhielt der historische Grenzstein während der Verlegung der Kirchenmauer seinen alten Platz zurück. Dabei wurde eine Urkunde eingemauert, die folgenden Text enthielt: „Durch den Siegburger Vergleich vom 12. Juni 1604 und seine Ausführungsbestimmungen vom 19. November 1604 wurden die jahrzehntelangen Grenzstreitigkeiten zwischen dem Herzogtum Berg und der Herrschaft Homburg beendet. Am 31. März 1605 setzte die bergisch-wittgensteinische Kommission im Beisein einer Anzahl junger und alter beiderseitigen Untertanen den Grenzstein Nr. 1 vor der Kirche in Drabenderhöhe an der Wegekreuzung Brächen-Wellerscheid und Heckberg-Hillershagen (heute Hillerscheid). Die insgesamt 24 Grenzsteine aus Drachenfelstrachyt vom Kölner Meister Gerhard Schewen, Bildhauer und Bürger zu Köln, für zwei Reichsthaler das Stück gefertigt, legten die Grenze ab Drabenderhöhe (Nr. 1) über Brächen (Nr. 2), Niederseßmar (Nr. 3) Dreiherrenstein genannt, bis nach Ziegenhardt an der Waldbröl (Nr. 24) fest. Seit der Eingemeindung der Orte Anfang (aus Gemeinde Engelskirchen) und Scheidt (aus Gemeinde Much) nach Gemeinde Drabenderhöhe im Jahre 1932 ist der Stein Nr. 1 kein Grenzstein mehr. Bei der Verbreiterung der Straßenkreuzung vor dem letzten Weltkrieg wurde er zunächst entfernt, wegen seiner historischen Bedeutung aber erhält er heute seinen neuen Platz, nahe seinem ursprünglichen Standorte. Die Grenze zwischen den Steinen Nr. 1 bis 24 ist bis heute gültig geblieben: bis 1806 trennte sie Herrschaften und Amt Windeck, bis 1815 Kantone, bis 1819 bzw. 1825 Kreise, bis 1932 teils Gemeinden, teils Kreise, seit 1932 Gemeinden. Drabenderhöhe, Montag, den 07. Juli 1952. Namens der Kommunalgemeinde Seelbach, Gemeindedirektor, Namens der evangelischen Kirchengemeinde Adolf Müller, Pfarrer, Namens des Bergischen Geschichtsvereins Fritz Rau sen., Windhagen, Namens der Bauhandwerker Ewald Heppner.“